# Абадиа, Антонио
Антонио Абадиа Беки (исп. Antonio Abadía Beci; род. 2 июля 1990, Сарагоса, Испания) — испанский легкоатлет, специализирующийся в кроссе и беге на длинные дистанции. Бронзовый призёр чемпионата Европы в беге на 10 000 метров (2016). Победитель и призёр чемпионатов Европы по кроссу в командном первенстве. Многократный чемпион Испании. Участник летних Олимпийских игр 2016 года.

## Биография
Начинал свой путь в спорте с футбола, где успел поиграть в нескольких командах в родной Сарагосе. В 12 лет впервые выступил в кроссе, после чего остался в лёгкой атлетике.
Первой специализацией Антонио стал бег с препятствиями, где он стал призёром Европейского юношеского фестиваля и выиграл чемпионат Европы среди юниоров в стипль-чезе.
Одновременно успешно выступал в кроссе, где регулярно защищал честь страны на международных соревнованиях. На чемпионате Европы дважды становился призёром в командном первенстве среди молодёжи (2010 — бронза, 2012 — серебро). Выигрывал командное первенство в абсолютной категории в 2013 году, занимал второе место в 2015 и 2016 годах. Лучшие индивидуальные выступления: в юниорской категории — 8-е место (2008), в молодёжной — 6-е (2012), среди взрослых — 11-е (2016).
С 2012 года на дорожке стадиона переключился на «гладкий» бег на длинные дистанции. В 2014 году финишировал 8-м на чемпионате Европы на 5000 метров. На континентальном первенстве два года спустя бежал дистанцию вдвое длиннее, 10 000 метров, где благодаря финишному ускорению выиграл бронзовую медаль.
Участвовал в Олимпийских играх в Рио-де-Жанейро, где был далёк от выхода в финал бега на 5000 метров. Своему личному рекорду Абадиа проиграл более минуты.

## Основные результаты
| Год  | Турнир                                      | Место проведения         | Дисциплина     | Место       | Результат |
| ---- | ------------------------------------------- | ------------------------ | -------------- | ----------- | --------- |
| 2007 | Чемпионат мира среди юношей                 | Острава, Чехия           | 2000 м с/пр.   | 5-е         | 5.53,54   |
| 2007 | Европейский юношеский олимпийский фестиваль | Белград, Сербия          | 2000 м с/пр.   | 3-е         | 5.54,92   |
| 2008 | Чемпионат Европы по кроссу среди юниоров    | Брюссель, Бельгия        | кросс 6 км     | 8-е         | 19.11     |
| 2009 | Чемпионат мира по кроссу среди юниоров      | Амман, Иордания          | кросс 8 км     | 67-е        | 26.30     |
| 2009 | Чемпионат Европы среди юниоров              | Нови-Сад, Сербия         | 3000 м с/пр.   | 1-е         | 8.47,45   |
| 2009 | Чемпионат Европы по кроссу среди юниоров    | Дублин, Ирландия         | кросс 6,039 км | 17-е        | 19.15     |
| 2010 | Чемпионат Европы по кроссу среди молодёжи   | Албуфейра, Португалия    | кросс 8,17 км  | 14-е        | 24.50     |
| 2011 | Чемпионат Европы среди молодёжи             | Острава, Чехия           | 3000 м с/пр.   | 4-е         | 8.41,82   |
| 2011 | Универсиада                                 | Шэньчжэнь, Китай         | 5000 м         | 20-е (заб.) | 14.46,31  |
| 2012 | Чемпионат Европы по кроссу среди молодёжи   | Будапешт, Венгрия        | кросс 8,05 км  | 6-е         | 24.57     |
| 2013 | Чемпионат Европы по кроссу                  | Белград, Сербия          | кросс 10 км    | 22-е        | 30.18     |
| 2014 | Чемпионат мира в помещении                  | Сопот, Польша            | 3000 м         | 13-е (заб.) | 7.46,36   |
| 2014 | Командный чемпионат Европы                  | Брауншвейг, Германия     | 3000 м         | 3-е         | 7.52,22   |
| 2014 | Чемпионат Европы                            | Цюрих, Швейцария         | 5000 м         | 8-е         | 14.11,89  |
| 2014 | Чемпионат Европы по кроссу                  | Самоков, Болгария        | кросс 10,01 км | 12-е        | 33.24     |
| 2015 | Чемпионат мира по кроссу                    | Гуйян, Китай             | кросс 12 км    | 58-е        | 38.28     |
| 2016 | Чемпионат Европы                            | Амстердам, Нидерланды    | 10 000 м       | 3-е         | 28.26,07  |
| 2016 | Олимпийские игры                            | Рио-де-Жанейро, Бразилия | 5000 м         | 44-е (заб.) | 14.33,20  |
| 2016 | Чемпионат Европы по кроссу                  | Кья, Италия              | кросс 9,94 км  | 11-е        | 28.33     |
| 2017 | Кубок Европы по бегу на 10 000 м            | Минск, Беларусь          | 10 000 м       | 1-е         | 28.31,16  |
| 2017 | Командный чемпионат Европы                  | Лилль, Франция           | 5000 м         | 1-е         | 13.59,40  |